# Grotta del Ninfeo
La grotta del Ninfeo è una cavità artificiale scavata nella roccia del colle Temenite (dal greco Temenos ovvero "recinto sacro") sito presso il Parco archeologico della Neapolis di Siracusa.

## Il terrazzo del colle Temenite
La grotta si trova vicino alla parte più elevata del piccolo rilievo montuoso, su una terrazza rettangolare che costeggia il teatro greco e si apre al centro della parete rocciosa dove un tempo si trovava un porticato chiuso a forma di lettera "L". Al suo ingresso erano poste delle statue dedicate alle Muse, tre delle quali (datate II secolo a.C.) sono pervenute ai nostri giorni ed esposte al Museo archeologico regionale Paolo Orsi. La fontana si ispira al culto greco delle ninfe, divinità della natura. Da esse deriva il nome di Ninfeo, ovvero di fontana monumentale adornata di elementi decorativi.
Il Ninfeo siracusano si pensa fosse l'antica sede del Mouseion (il santuario delle muse), sede della Corporazione degli artisti, dove gli attori siracusani si riunivano prima di scendere nel teatro per recitare le loro commedie o tragedie al tempo di Epicarmo e di Eschilo.
Riguardo alla grotta del Ninfeo, scriveva, nell'Ottocento il siracusano Giuseppe Politi:
(Giuseppe Politi, Siracusa pei viaggiatori [...] 1835)
La grotta presenta un soffitto a volta e al suo interno vi è una vasca di forma rettangolare nella quale si raccoglie l'acqua che scorre a cascata da una cavità posta nel fondo della parere rocciosa. Accanto alla parete d'ingresso si notano delle edicole votive che servivano per la pratica del culto degli eroi (Pìnakes). Ad est della Grotta del Ninfeo è visibile l'ultimo mulino ad acqua di epoca spagnola giunto fino ai nostri giorni. Esso riceveva l'acqua dalla grotta e la riversava verso il teatro dopo averla utilizzata per la macinazione del grano. Dal Ninfeo si giunge alla via dei Sepolcri e da lì alla cima del colle dove sorgono altri monumenti greco-romani.
L'acqua che giunge all'interno della grotta proviene da due diversi acquedotti; uno è detto "acquedotto del Ninfeo", di epoca greca, e prende il nome dalla grotta del terrazzo Temenite mentre l'altro è l'acquedotto Galermi, anch'esso di epoca greca.

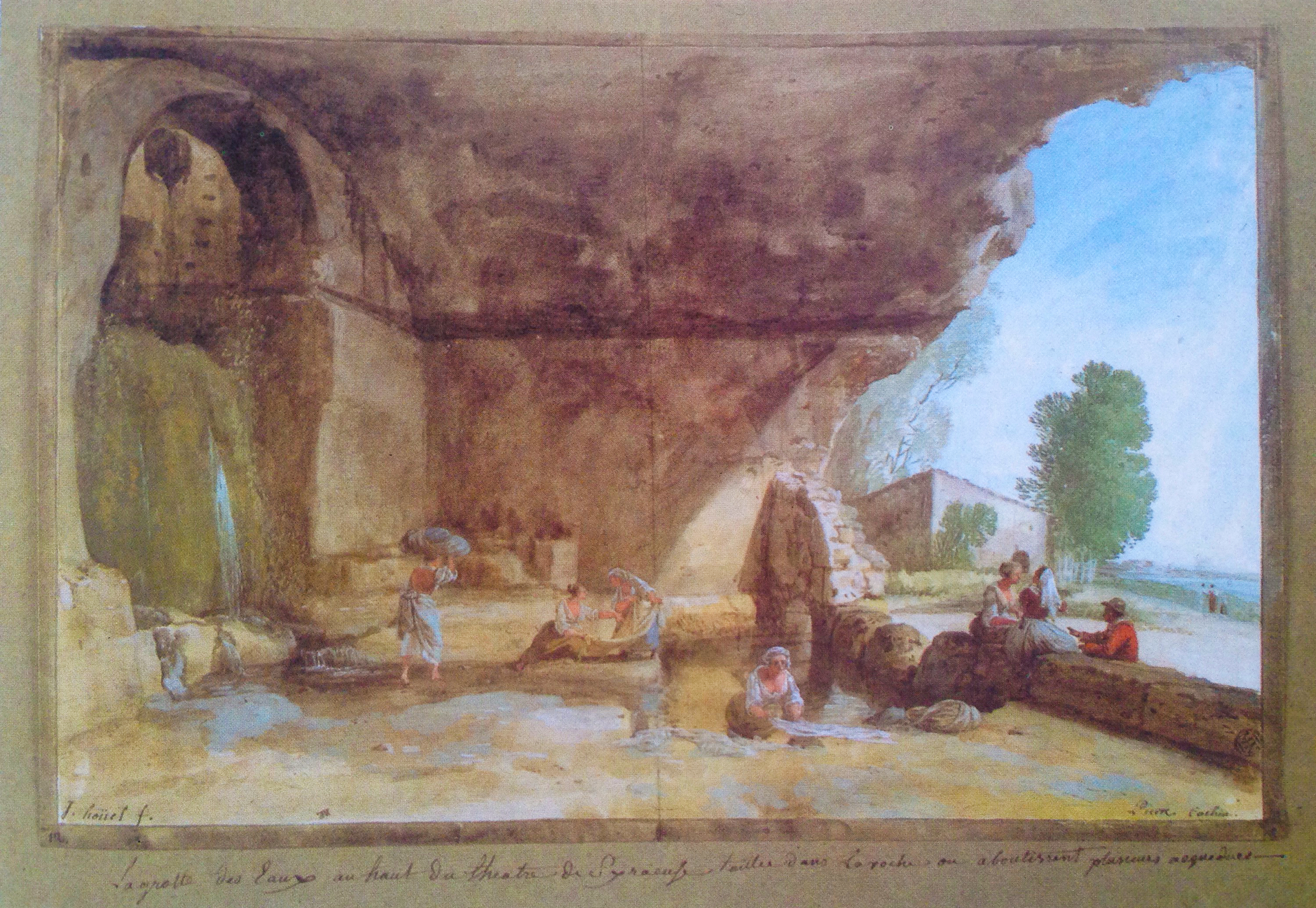
La grotta del ninfeo dipinta da Houel

(Giuseppe Maria Capodieci, Antichi monumenti di Siracusa (1813))

## La rappresentazione di Jean Hoüel
Nel corso di uno dei viaggi a Siracusa del pittore Jean-Pierre Hoüel nella seconda metà del '700. Rappresentò la grotta del ninfeo per come si trovava allora. Il guazzo mostra una grotta più profonda di quella attuale e con l'acqua che scende attraversando il teatro su cui erano installati dei mulini. Nella grotta delle donne intente a lavare i panni.

## Galleria d'immagini

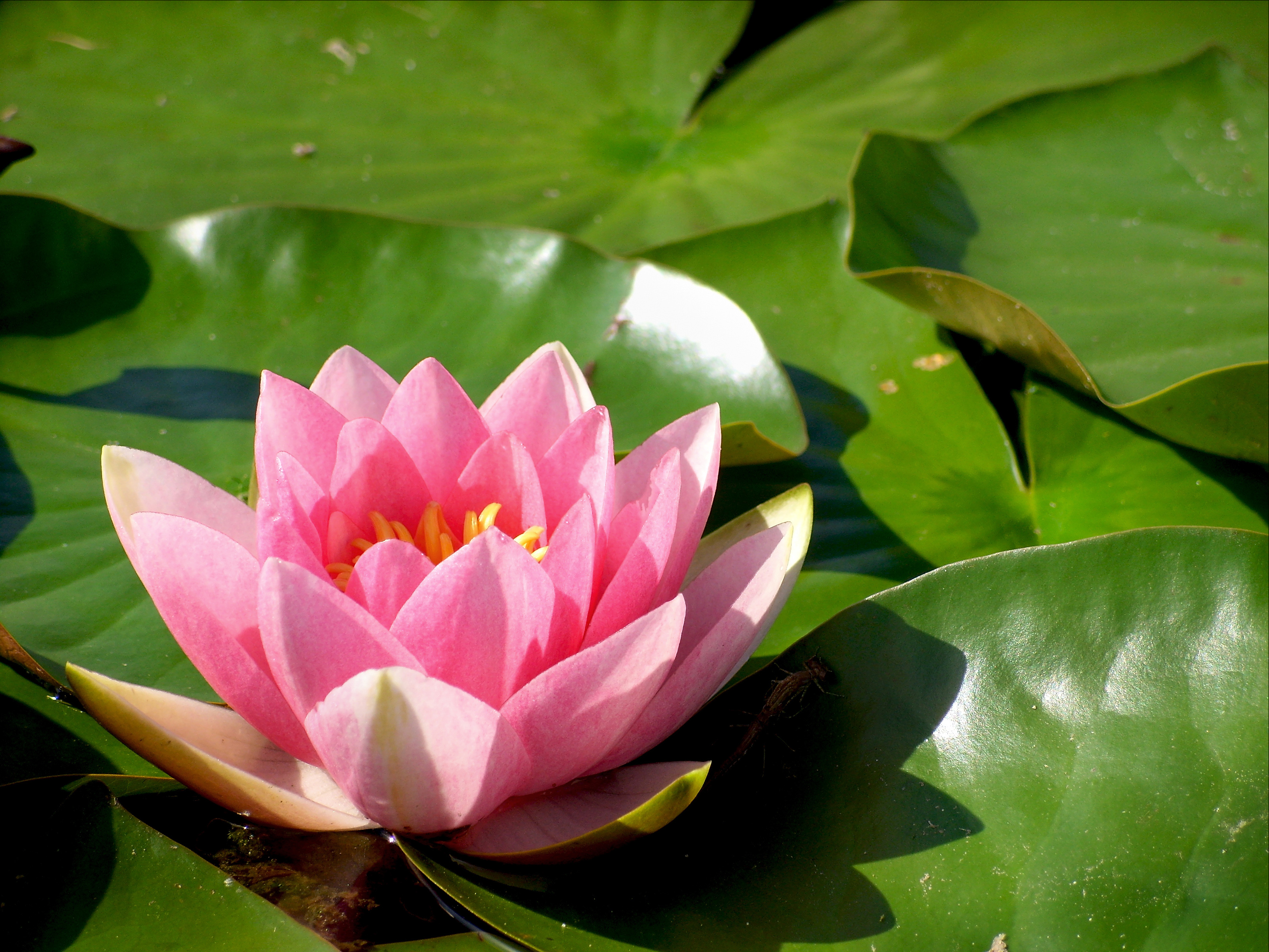
La Nymphaea è una pianta presente nel laghetto del colle Temenite
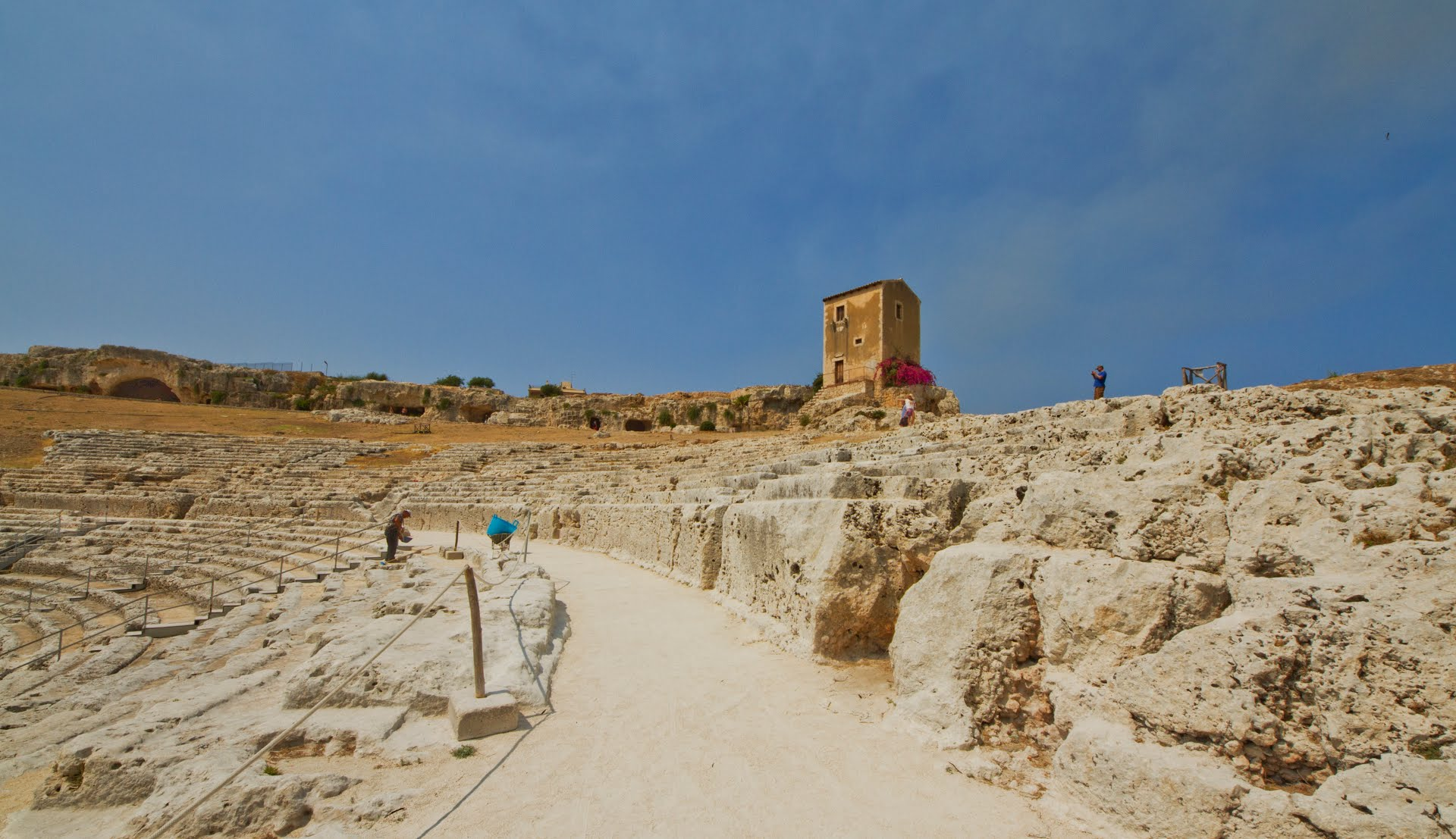
Le ultime gradinate del teatro greco; la Casetta dei mugnai e in lontananza la cavità della grotta del Ninfeo
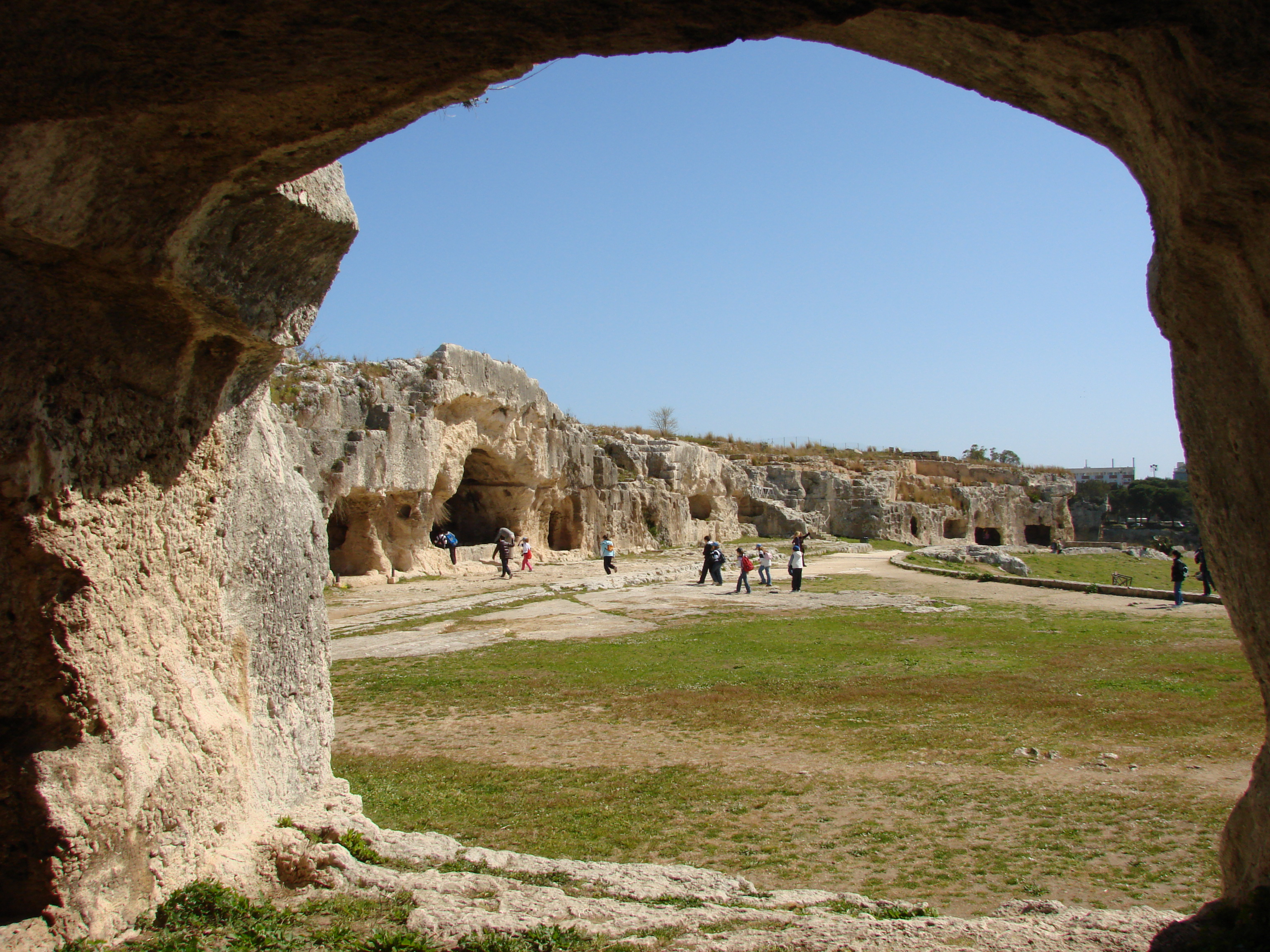
Visuale del terrazzo Temenite dall'interno di una delle sue cavità
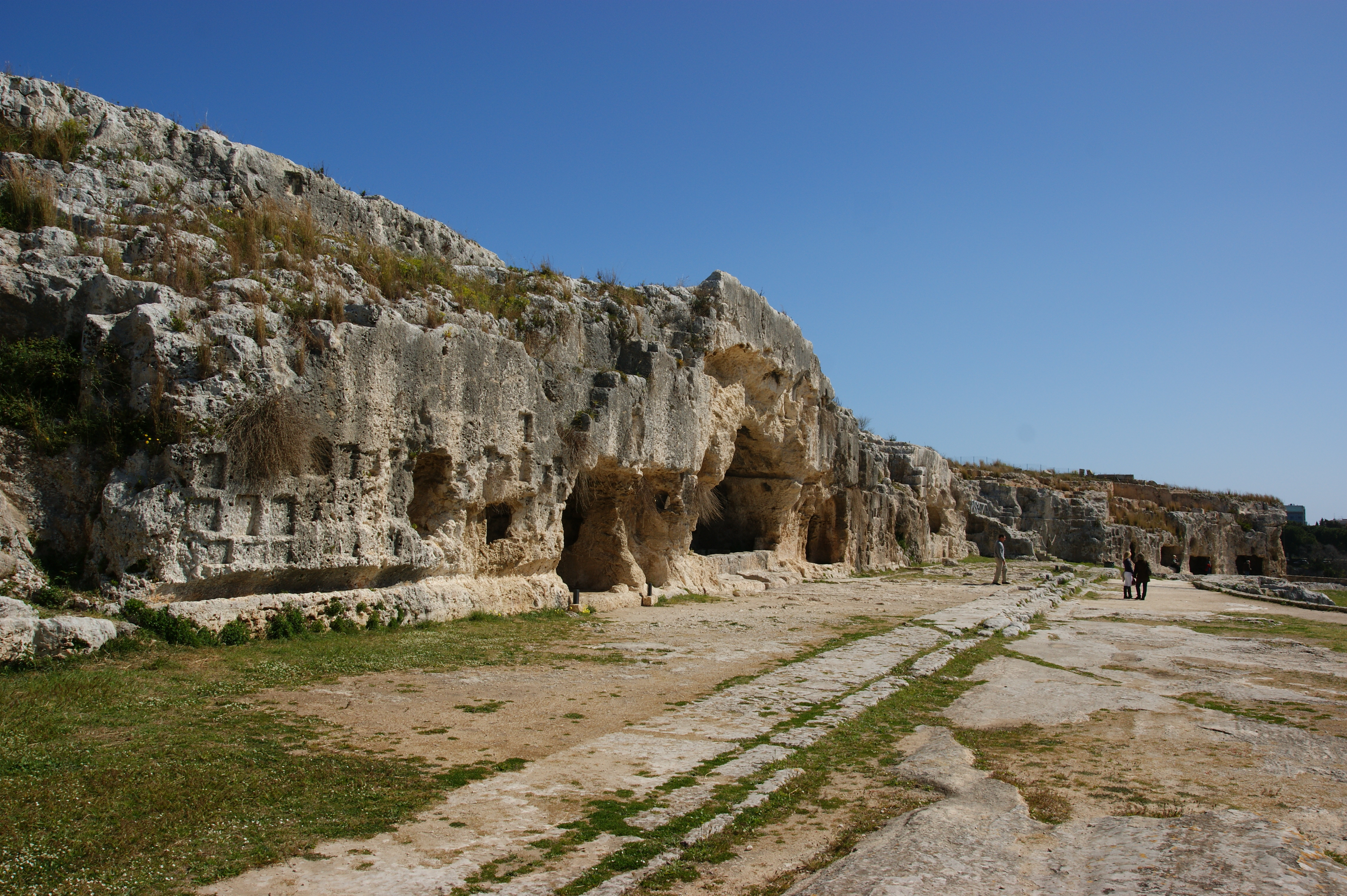
Le edicole votive nella parete rocciosa del colle vicino al Ninfeo